# 2e bataillon de fusiliers marins
Pour les articles homonymes, voir 2e bataillon.
Le 2e bataillon de fusiliers marins (2e BFM) est une unité terrestre des forces françaises libres. Créé en 1940, il ne participe à aucune bataille de la Seconde Guerre mondiale avant sa dissolution en 1943. Il participe néanmoins à la défense de l'Afrique française libre puis du Levant français.

## Historique
Le 2e BFM est créé en Angleterre en octobre 1940. À la fin de ce mois, il quitte Liverpool pour Douala, où il est débarqué fin décembre 1940.
Il est en garnison à Pointe-Noire pour défendre les côtes du Moyen-Congo. Début 1941, il est redéployé au Cameroun, prêt à envahir la Guinée espagnole si l'Espagne franquiste décidait d'entrer en guerre aux côtés de l'Axe.
En novembre 1941, le 2e BFM part pour le Levant, où il est chargé de la défense côtière devant Beyrouth.
Il est dissous en mars 1943. Une partie de ses éléments retournent en Angleterre, où ils rejoignent le 1er bataillon de fusiliers marins commandos, commandé par le lieutenant de vaisseau Kieffer, une autre partie rejoignant le « bataillon Bizerte » où se constitue le régiment blindé de fusiliers-marins, intégré au sein de la 2e DB du général Leclerc.[réf. souhaitée]

## Personnalités ayant servi au bataillon
- Alexandre Lofi, compagnon de la Libération
- Paul Chausse, compagnon de la Libération